# Millionaires (The Script)
Millionaires is een single van The Script. Het is afkomstig van hun album #3 The Script. Na Hall of fame, Six degrees of separation en If you could see me now was het de vierde en laatste single van dat album.
De betekenis van het lied wordt verschillend geïnterpreteerd. Meest gangbaar is het thema: Geld alleen maakt niet gelukkig; vriendschap kan zoveel meer brengen.

## Hitnotering
De plaat verkocht maar matig; het werd alleen in Ierland en het Verenigd Koninkrijk een bescheiden hit. De Nederlandse Top 40 noteerde de plaat wel tien weken in de tipparade, maar het wist de hoofdlijst niet te halen.

### NPO Radio 2 Top 2000
Millionaires stond alleen in 2014 in de NPO Radio 2 Top 2000, op plek 1914.